# 게임보이 플레이어

로고.

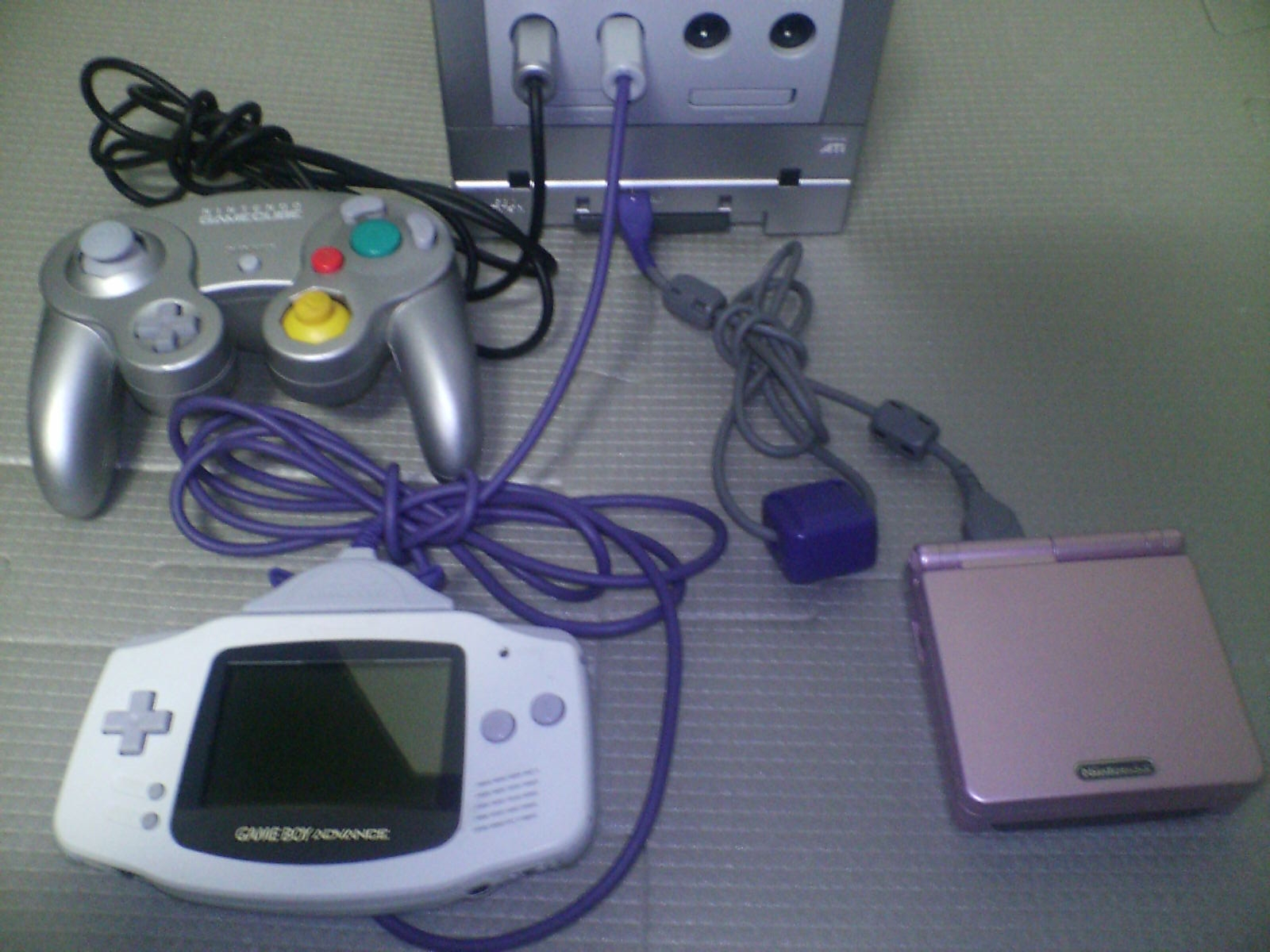
게임보이 플레이어의 사용

게임보이 플레이어(Game Boy Player, ゲームボーイプレーヤー, DOL-017)는 2003년 3월 21일 닌텐도가 발매한 게임큐브용 주변 기기이다.

## 개요
게임큐브의 바닥에 장착하고 부속된 시동 디스크를 기동하는 것으로 게임보이 어드밴스와의 호환 환경을 구축, 지금까지 발매된 게임보이 시리즈의 모든 게임을 즐길 수 있다.
게임 조작에는 게임큐브의 컨트롤러를 사용하는 것 외에도 게임보이 어드밴스용 케이블로 연결, 게임보이 어드밴스 본체를 컨트롤러로 사용할 수 있다. 게임을 즐기는 데 있어서 게임큐브의 컨트롤러가 꼭 필요하진 않지만, 메뉴를 열거나 전원이 켜진 상태로 게임 카트리지를 교환하기 위해서는 게임큐브의 컨트롤러가 필요하다.

## 지역
게임보이는 일본에서 인디고, 블랙, 스파이스, 플래티넘으로, 북아메리카와 유럽에서는 블랙으로, 오스트레일리아에서는 블랙과 인디고로 구매가 가능하다.

## 컨트롤러
| 게임큐브 버튼         | GBA 동등 - 맵 원(Map One) | GBA 동등 - 맵 투(Map Two) |
| --------------------- | ------------------------- | ------------------------- |
| 컨트롤 스틱/방향 패드 | 방향 패드                 | 방향 패드                 |
| A/B 버튼              | A/B 버튼                  | A/B 버튼                  |
| L/R 버튼              | L/R 버튼                  | 셀렉트                    |
| X/Y 버튼              | 셀렉트                    | L/R 버튼                  |
| 스타트 버튼           | 스타트 버튼               | 스타트 버튼               |
| C 스틱                | 사용하지 않음             | 방향 패드                 |
| Z 버튼                | 오픈 메뉴                 | 오픈 메뉴                 |